# Ctenomys pilarensis
Туко-туко Пілара (Ctenomys pilarensis) — вид гризунів родини тукотукових, що зустрічається в східній частині Парагваю біля річки Парагвай на схід від міста Пілар. Зазвичай живе в піщаних ґрунтах і почувається добре в областях маніоки (юки).

## Загрози й охорона
У зв'язку з тим, що вони живуть на полях маніоки, вважаються шкідниками сільськогосподарських культур. Заходи щодо захисту цього виду не вживаються.